# Xã Thompson, Quận Geauga, Ohio
Xã Thompson (tiếng Anh: Thompson Township) là một xã thuộc quận Geauga, tiểu bang Ohio, Hoa Kỳ. Năm 2010, dân số của xã này là 2.269 người.